# Würzburger Hofbräu
Würzburger Hofbräu is een Duitse brouwerij gevestigd in Würzburg in de deelstaat Beieren.

## Geschiedenis
De brouwerij is gesticht in 1643 door keurvorst en bisschop van Würzburg Johann Philipp von Schönborn. Aan deze oorsprong ontleent de brouwerij de vorstelijke kroon in haar embleem en het prefix "Hof-" in haar huidige naam.
In de late 19e eeuw was de brouwerij een van de eerste in Duitsland om bier te exporteren; het exporteerde vanaf 1887 naar de Verenigde Staten.
Vanaf 1993 is de brouwerij gemoderniseerd en gegroeid, ook door verschillende overnames: van de Fürstliche Brauerei Schloss Wächtersbach, de Lohrer Brauerei (tegenwoordig Keiler Bier) en Werner Bräu uit Poppenhausen.
De brouwerij maakt sedert 2005 deel uit van de Kulmbacher Gruppe, het bierconcern van de Kulmbacher Brauerei.

## Biersoorten
- Würzburger Hofbräu Pilsner (4,9 % alcoholpercentage)
- Würzburger Hofbräu Export (5,2 %)
- Würzburger Hofbräu Leicht (2,9 %)
- Würzburger Hofbräu Alkoholfrei
- Würzburger Hofbräu Schwarzbier (4,9 %)
- Julius Echter Hefeweißbier (5,3 %)
- Kiliani Festbier (5,8 %)
- Original Sternla (4,9 %)
- Sternla Radler (2,5 %)
- Bürgerbräu Haustrunk (Kellerbier, 5,2 %)
- Keiler Bier wordt ook door de brouwerij geproduceerd